# Alfonso Arborio Gattinara di Breme
Alfonso Arborio Gattinara di Breme (Torino, 28 febbraio 1831 – Roma, 10 marzo 1903) è stato un politico italiano.

## Biografia
Figlio del marchese Ferdinando Arborio Gattinara e di Luigia Dal Pozzo. Da parte di padre era discendente del cardinale Mercurino Arborio di Gattinara, Gran Cancelliere dell'imperatore Carlo V, appartenente al ramo di Sartirana e Breme.
Cavaliere d'Onore e Devozione del Sacro Militare Ospedaliero Ordine di Malta, alla morte del padre ottenne il titolo ereditario di marchese di Breme e quello di duca di Sartirana che suo padre aveva ottenuto nel 1867 da Vittorio Emanuele II.
Sposò a Milano nel 1859 la nobildonna Teresa Rescalli dei marchesi di Villacortese, dama di corte della Regina, da cui ebbe quattro figlie, Luisa Vittoria, Barbara Ferdinanda, Maria Ernestina (1866-1941, quest'ultima divenuta in seguito moglie del principe Ernesto Emmanuele de Hohenlohe-Schillingsfürst-Ratibor-Corvey) Margherita Maria.
Morì a Roma il 10 marzo 1903, senza eredi maschi.

## Ascendenza
|                                                           |                                                       |                                                            | Genitori                                                     |  |  | Nonni |  |  | Bisnonni                                            |  |  | Trisnonni                                              |  |
|                                                           |                                                       |                                                            |                                                              |  |  |       |  |  | 8. Lodovico Arborio di Gattinara, marchese di Breme |  |  | 16. Ferdinando Arborio di Gattinara, marchese di Breme |  |
|                                                           |                                                       |                                                            |                                                              |  |  |       |  |  | 8. Lodovico Arborio di Gattinara, marchese di Breme |  |  | 16. Ferdinando Arborio di Gattinara, marchese di Breme |  |
|                                                           |                                                       | 17. Carlotta Maria Maddalena Solaro di Moretta             |                                                              |  |  |       |  |  | 8. Lodovico Arborio di Gattinara, marchese di Breme |  |  |                                                        |  |
| 4. Filippo Arborio di Gattinara                           |                                                       |                                                            |                                                              |  |  |       |  |  | 8. Lodovico Arborio di Gattinara, marchese di Breme |  |  |                                                        |  |
|                                                           |                                                       | 9. Maria Anna dal Pozzo                                    | 18. Giuseppe Amedeo dal Pozzo, VI marchese di Voghera (= 12) |  |  |       |  |  |                                                     |  |  |                                                        |  |
|                                                           |                                                       | 9. Maria Anna dal Pozzo                                    | 18. Giuseppe Amedeo dal Pozzo, VI marchese di Voghera (= 12) |  |  |       |  |  |                                                     |  |  |                                                        |  |
|                                                           |                                                       | 9. Maria Anna dal Pozzo                                    | 19. Anna Gabriella Enrichetta Caresana di Carisio (= 13)     |  |  |       |  |  |                                                     |  |  |                                                        |  |
| 2. Ferdinando Arborio di Gattinara, I duca di Sartirana   |                                                       | 9. Maria Anna dal Pozzo                                    |                                                              |  |  |       |  |  |                                                     |  |  |                                                        |  |
|                                                           |                                                       | 10. Gaspard d'Hallot des Hayes                             | …                                                            |  |  |       |  |  |                                                     |  |  |                                                        |  |
|                                                           |                                                       | 10. Gaspard d'Hallot des Hayes                             | …                                                            |  |  |       |  |  |                                                     |  |  |                                                        |  |
|                                                           |                                                       | 10. Gaspard d'Hallot des Hayes                             | …                                                            |  |  |       |  |  |                                                     |  |  |                                                        |  |
| 5. Marianna d'Hallot des Hayes                            |                                                       | 10. Gaspard d'Hallot des Hayes                             |                                                              |  |  |       |  |  |                                                     |  |  |                                                        |  |
|                                                           |                                                       | 11. Enrichetta Teresa di Seyssel                           | 22. Giuseppe Enrico di Seyssel, IV marchese di La Serraz     |  |  |       |  |  |                                                     |  |  |                                                        |  |
|                                                           |                                                       | 11. Enrichetta Teresa di Seyssel                           | 22. Giuseppe Enrico di Seyssel, IV marchese di La Serraz     |  |  |       |  |  |                                                     |  |  |                                                        |  |
|                                                           |                                                       | 11. Enrichetta Teresa di Seyssel                           | 23. Maria Vittoria Teresa Ponte di Scarnafigi                |  |  |       |  |  |                                                     |  |  |                                                        |  |
| 1. Alfonso Arborio Gattinara, II duca di Sartirana        |                                                       | 11. Enrichetta Teresa di Seyssel                           |                                                              |  |  |       |  |  |                                                     |  |  |                                                        |  |
|                                                           | 12. Giuseppe Amedeo dal Pozzo, VI marchese di Voghera | 24. Alfonso Enrico dal Pozzo, III. principe della Cisterna |                                                              |  |  |       |  |  |                                                     |  |  |                                                        |  |
|                                                           | 12. Giuseppe Amedeo dal Pozzo, VI marchese di Voghera | 24. Alfonso Enrico dal Pozzo, III. principe della Cisterna |                                                              |  |  |       |  |  |                                                     |  |  |                                                        |  |
|                                                           | 12. Giuseppe Amedeo dal Pozzo, VI marchese di Voghera | 25. Barbara Benedetta Roero                                |                                                              |  |  |       |  |  |                                                     |  |  |                                                        |  |
| 6. Giuseppe Alfonso dal Pozzo, IV principe della Cisterna | 12. Giuseppe Amedeo dal Pozzo, VI marchese di Voghera |                                                            |                                                              |  |  |       |  |  |                                                     |  |  |                                                        |  |
|                                                           |                                                       | 13. Anna Gabriella Enrichetta Caresana di Carisio          | 26. Pietro Giorgio Caresana, conte di Carisio                |  |  |       |  |  |                                                     |  |  |                                                        |  |
|                                                           |                                                       | 13. Anna Gabriella Enrichetta Caresana di Carisio          | 26. Pietro Giorgio Caresana, conte di Carisio                |  |  |       |  |  |                                                     |  |  |                                                        |  |
|                                                           |                                                       | 13. Anna Gabriella Enrichetta Caresana di Carisio          | 27. Luisa Gabriella Doria                                    |  |  |       |  |  |                                                     |  |  |                                                        |  |
| 3. Maria Teresa Luisa Caterina dal Pozzo                  |                                                       | 13. Anna Gabriella Enrichetta Caresana di Carisio          |                                                              |  |  |       |  |  |                                                     |  |  |                                                        |  |
|                                                           |                                                       | 14. Carlo Emanuele Balbo Bertone, conte di Sambuy          | 28. Giulio Cesare Balbo Bertone, conte di Sambuy             |  |  |       |  |  |                                                     |  |  |                                                        |  |
|                                                           |                                                       | 14. Carlo Emanuele Balbo Bertone, conte di Sambuy          | 28. Giulio Cesare Balbo Bertone, conte di Sambuy             |  |  |       |  |  |                                                     |  |  |                                                        |  |
|                                                           |                                                       | 14. Carlo Emanuele Balbo Bertone, conte di Sambuy          | 29. Beatrice di Saluzzo                                      |  |  |       |  |  |                                                     |  |  |                                                        |  |
| 7. Anna Teresa Balbo Bertone di Sambuy                    |                                                       | 14. Carlo Emanuele Balbo Bertone, conte di Sambuy          |                                                              |  |  |       |  |  |                                                     |  |  |                                                        |  |
|                                                           |                                                       | 15. Rosalia Asinari di San Marzano                         | 30. Filippo Valentino Asinari, marchese di San Marzano       |  |  |       |  |  |                                                     |  |  |                                                        |  |
|                                                           |                                                       | 15. Rosalia Asinari di San Marzano                         | 30. Filippo Valentino Asinari, marchese di San Marzano       |  |  |       |  |  |                                                     |  |  |                                                        |  |
|                                                           |                                                       | 15. Rosalia Asinari di San Marzano                         | 31. Maria Luigia Ferrero-Fieschi                             |  |  |       |  |  |                                                     |  |  |                                                        |  |
|                                                           |                                                       | 15. Rosalia Asinari di San Marzano                         |                                                              |  |  |       |  |  |                                                     |  |  |                                                        |  |